# 스포츠투아이
스포츠투아이는 대한민국의 스포츠 기록 통계 업체이다.
World Leading Data Based
Information & Interest Provider in Sports
스포츠투아이는 야구, 농구, 축구, 배구, e-sports 등 각종 스포츠 종목의 기록 데이터베이스를 근간으로 관련 솔루션 및 콘텐츠를 개발, 서비스하는 스포츠 기록 통계 전문기업이다.
스포츠투아이는 국내 뿐만 아니라 MLB, NBA, 유럽축구 등의 해외 스포츠의 정보(Information)와 흥미(Interest)를 제공하고,
일본, 미국, 중국 등 해외시장 진출을 통해 스포츠 콘텐츠 provider를 지향한다.

## 회사연혁
- 2016년 성남 사옥 구입 및 회사 이전
- 2010년 야구 분석 솔루션, LG 트윈스 계약 체결
- 2009년 야구 투구 추적 시스템 국내 도입
- 2008년 야구 분석 솔루션, 우리 히어로즈 계약 체결
- 2007년 유럽축구리그 DB 서비스 개시
- 2006년 FIFA 독일 월드컵 데이터 서비스 개시
- 2006년 야구 분석 솔루션, KIA 타이거즈 계약 체결
- 2005년 한국농구연맹(KBL) 기록통계 시스템 구축 계약 체결
- 2004년 대한골프협회(KGA)와 S.I. 개발 계약 체결
- 2004년 포털업체 판타지 게임 솔루션 서비스 개시
- 2003년 프로야구 분석 솔루션 개발
- 2003년 일본 프로야구 DB 서비스 개시
- 2003년 야구 분석 솔루션, 현대 유니콘스 계약 체결
- 2002년 KBO 프로야구단 홈페이지 제작 개시
- 2001년 KBO 기록 통계 및 출판 서비스 개시
- 2000년 사명변경 - 스포츠투아이 주식회사
- 1999년 스포츠투아이 설립